# Deerfield, Massachusetts
Deerfield är en kommun (town) i Franklin County, Massachusetts, USA med 5 125 invånare (2010). Den har enligt United States Census Bureau en area på 86,6 km².

## Kända personer från Deerfield
- Richard Hildreth, författare